# Тюляев, Семён Иванович
Семён Ива́нович Тюля́ев (18 августа 1898, Москва — 19 декабря 1993, Москва) — советский искусствовед-индолог, исследователь искусства древней Индии, Шри-Ланки. Доктор искусствоведения (1963), профессор, научный сотрудник, заведующий отделом Среднего и Ближнего Востока Государственного музея восточных культур, Института народов Азии АН СССР, заведующий сектором искусства зарубежного Востока и Африки Института истории искусства Министерства культуры СССР.

## Биография
Родился в Москве в купеческой семье. Отец Тюляев Иван Семёнович (1869—1944) и мать Балина Екатерина Асикритовна (1872—1950) происходили из семей потомственных почётных граждан, купцов 1-й гильдии.
В 1927 году окончил средневосточный факультет Московского института востоковедения. В 1931 году окончил курсы заведующих музеями. В 1927—1958 годах работал в Государственном музее восточных культур, с 1943 года — старший научный сотрудник, в 1947—1958 годы заведовал отделом Среднего и Ближнего Востока.
В 1948 году защитил диссертацию на соискание учёной степени кандидата искусствоведения по теме «Истоки и древнейший период развития архитектуры и скульптуры Индии».
В 1958—1961 годах работал в Институте народов Азии АН СССР. В 1961—1993 годах был заведующим сектором искусства зарубежного Востока и Африки Института истории искусства Министерства культуры СССР.
Одновременно преподавал в ГИТИС (1943—1952), МГУ имени М. В. Ломоносова (1948—1956), в Высшей дипломатической школе МИД (1947—1948).
В 1963 году в Институте истории искусств защитил диссертацию на соискание учёной степени доктора искусствоведения по теме «Искусство Индии: архитектура, изобразительное искусство, художественное ремесло от древности до современности».
В 1960-е годы активно общался с С. Н. Рерихом. В 1967 году выезжал в Индию для получения премии имени Дж. Неру.

## Почётные звания и премии
- Заслуженный деятель искусств РСФСР (1958).
- Премия имени Джавахарлала Неру[англ.] (1967).

## Научная деятельность
Сфера научных интересов — искусство Индии, преимущественно древней Индии.
Монография «Искусство Индии. Архитектура, изобразительное искусство, художественное ремесло» (1968) стала первой в советском искусствознании работой, охватывающей историю индийского искусства от древнейших времен до современности, от росписей эпохи палеолита, искусства Гандхары, памятников средневековой архитектуры, росписей Аджанты и индийской миниатюры до современной живописи и художественного ремесла.
Книга «Искусство Индии. III тысячелетие до н. э. — VII век н. э.» (1988) рассматривает древнейший период индийского искусства. Автор характеризует первобытное искусство Индии, культуру каменного века, художественные изделия, наскальную живопись и резьбу. Описывая художественную культуру в бассейне Инда IV—II тыс. до н. э., исследователь останавливается на керамике и ювелирных изделиях хараппской культуры (Мохенджо-Даро, Хараппа, Чанху-Даро, Лотхал). Далее анализируются особенности искусства Севера Индии в бассейне Инда II — сер. I тыс. до н. э. на основе литературных источников. Последовательно описаны искусство в бассейне Ганга и в Декане IV—II вв. до н. э., архитектура и скульптура Северной Индии и Декана I в. до н. э. — III в. н. э., искусство Гандхары и Матхуры I—IV в., с которым связывается возникновение антропоморфного образа Будды, архитектура и скульптура Северной Индии и Декана IV—VII вв. (искусство эпохи Гуптов), живопись Аджанты, живопись пещер периода искусства Гуптов.

## Основные работы

### Монографии
- Архитектура Индии. — М.: Изд-во ВАА, 1939. — 100 с.
- Памятники искусства Индии в собраниях музеев СССР. — М.: Изогиз, 1956. — 125 с.
- Искусство Индии. Альбом / Сост. и вступ. ст. С. Тюляева. — М.: Изогиз, 1958. — 204 с.
- Рассказы об индийском искусстве. — М.: Знание, 1970. — 48 с. (соавт. А. Леонидов)
- Искусство Индии. Архитектура, изобразительное искусство, художественное ремесло. — М.: Наука, 1968. — 188 с.
- Искусство Шри-Ланки: древний и средневековый период. (Серия «Очерки истории и теории изобразительных искусств»). — М.: Искусство, 1974. — 207 с. (соавт. Бонгард-Левин Г. М.)
- Святослав Рерих. Альбом. — М.: Изобразительное искусство, 1977. — 1-104 с. с ил.
- Искусство Индии. III тысячелетие до н. э. — VII век н. э. — М.: Искусство, 1988. — 344 с.

### Статьи
- Государство Гупта // Исторический журнал. 1940. № 8. С. 92—105.
- Археологические открытия в Индии // Исторический журнал. 1941. № 2. С. 7—89.
- Искусство Вьетнама. М.: Изогиз, 1957. 13 с.
- Современное изобразительное искусство Индии // Новейшая история Индии. М., 1959. С. 679—699.
- Миниатюры рукописи «Бабур-наме»: [Альбом] / [Вступ. статья С. Тюляева]. М.: Изогиз, 1960.
- Искусство Индии (Искусство с сер. XVII до XIX в.) // Новейшая история Индии. М., 1961. С. 669—726.
- Искусство // Современный Непал. М., 1967. С. 243—262.
- Живописное творчество Тагора // Рабиндранат Тагор: жизнь и творчество. М., 1986. С. 172—195.